# Brennik (powiat złotoryjski)
Brennik – wieś w Polsce położona w województwie dolnośląskim, w powiecie złotoryjskim, w gminie Złotoryja.

## Podział administracyjny
W latach 1975–1998 miejscowość należała administracyjnie do województwa legnickiego.

## Nazwa
W kronice łacińskiej Liber fundationis episcopatus Vratislaviensis (pol. Księga uposażeń biskupstwa wrocławskiego) spisanej za czasów biskupa Henryka z Wierzbna w latach 1295–1305 miejscowość wymieniona jest w zlatynizowanej formie Brennych.

## Historia
Brennik wymieniany jest w dokumentach z 1217 roku. W okresie reformacji był jedną z niewielu wsi, które pozostały katolickie. W czasie wojen napoleońskich stacjonowały tu wojska pruskie i francuskie. W 1935 roku w okolicach Brennika powstało lotnisko wojskowe. 2 lata później (1937) Brennik połączono z Gierałtowcem.

## Sport
W 1951 roku założono tu Ludowy Zespół Sportowy Polonia Brennik. Koncentruje się on wyłącznie na piłce nożnej. Począwszy od roku 2000 występuje pod nowa nazwą Ludowy Zespół Sportowy Polonia Brennik-Ernestynów. Drużyna współzawodniczyła w rozgrywkach B-klasy w latach 2002-2008, grupa: Legnica VII (największy sukces: sezon 2004/2005 - 2. miejsce, tuż za premiowaną awansem do A-klasy, Iskrą Jerzmanice Zdrój). Po zakończeniu sezonu 2008/2009 została zawieszona w rozgrywkach, lecz już od roku 2010 trwa wznowiona działalność klubu.

## Zabytki
Do wojewódzkiego rejestru zabytków wpisane są:
- kościół parafialny pw. Objawienia Pańskiego, z końca XIII wieku
- cmentarz przykościelny